# Maël Lebrun
Maël Lebrun, né le 17 avril 1991 à Nice, dans les Alpes-Maritimes, est un joueur français de basket-ball. Il évolue aux postes d'arrière et d'ailier.

## Biographie
Maël Lebrun participe au Nike Hoop Summit se déroulant à Portland aux États-Unis en avril 2010.
Il participe au Nike World Basketball Festival 2012 : Paris Dunk Contest et remporte le concours de dunk le 16 juillet 2012 avec une détente de 93 centimètres.
Durant la saison 2014-2015, il dispute 24 rencontres et termine la saison avec 1,8 point et 1,3 rebond par match.
Au mois de juillet 2020, il s'engage avec l'Union Rennes, club récemment promu en NM1.
Le 21 juin 2024, il prolonge son aventure avec Pays de Fougères basket d'une année supplémentaire. Avec la montée de NM2 en NM1, il retrouvera la troisième division française.

## Palmarès

### Sélection nationale
- Finaliste du championnat d'Europe des 18 ans et moins 2009
- Troisième au Championnat d'Europe U20 2011 à Bilbao (Espagne).

### En club
- Vainqueur de la Coupe de France 2010 avec l'Entente orléanaise